# Culpinia prouti
Culpinia prouti is een vlinder uit de familie spanners (Geometridae). De wetenschappelijke naam is voor het eerst geldig gepubliceerd in 1913 door Thierry-Mieg.
De soort komt voor in Europa.